# Pierre Campana
Pierre Campana (* 1. Mai 1985 in Bastia auf Korsika) ist ein französischer Rallyefahrer.

## Karriere
Campana begann 2004 mit dem Rallyesport und fuhr zunächst bei einigen kleineren Rallyeveranstaltungen. Regelmäßig war er auch als Copilot tätig. 2007 startete er erstmals zu einem Lauf der Rallye-Weltmeisterschaft, der Rallye Korsika. Dort trat er 2008 in einem Renault Clio R3 erneut an und belegte den dritten Platz in der JWRC-Wertung. In diesem Jahr fuhr er hauptsächlich in der französischen Rallye-Meisterschaft und wurde Dritter im internen Suzuki Rallye Cup. Zur Saison 2009 wurde Sabrina De Castelli seine neue Copilotin. Campana startete weiterhin im französischen Suzuki Rallye Cup und wiederholte seinen dritten Platz in der Punktewertung. Zudem erreichte er Platz drei in der Clio R3 West European Trophy. 2010 errang er in diesem Markenpokal den zweiten Gesamtrang. Außerdem startete er 2010 erstmals zu einigen Läufen der Intercontinental Rally Challenge. Die Rallye Monte Carlo und die Belgium Geko Ypres Rally beendete er auf dem zweiten Rang in der 2WD-Cup-Wertung. Nebenbei hatte er 2010 seine ersten Einsätze in einem Super-2000-Fahrzeug.
Die Rallye Monte Carlo zum Saisonbeginn 2011 bestritt Campana noch im Renault Clio R3, mit dem er bei dieser Rallye die 2WD-Cup-Wertung gewann. Bei seinem Heimspiel, der Tour de Corse, startete er erstmals in einem Peugeot 207 S2000 zu einem IRC-Lauf. Dort machte er auf sich aufmerksam, indem er mit den IRC-Spitzenpiloten mithalten konnte, und wurde Vierter. Bei der Rallye Sanremo fuhr er erneut in die Punkteränge. Einen weiteren Sprung machte seine Karriere, als Campana im Sommer 2011 ins Förderprogramm der Fédération française du sport automobile aufgenommen wurde. Der französische Motorsportverband wählte ihn dazu aus, einen Mini John Cooper Works WRC des Drive-Pro-Teams bei bestimmten WRC-Läufen zu pilotieren. Nachdem er bei der Rallye Deutschland sein Debüt in einem World Rally Car gegeben und Rang 18 erreicht hatte, gewann er mit dem Mini die zur französischen Meisterschaft zählende Rallye du Mont-Blanc. Bei der Rallye Frankreich erzielte er mit Platz neun seine ersten WM-Punkte.

## Statistik

### WRC-Ergebnisse
| Saison | Team                  | Fahrzeug                   | 1   | 2   | 3   | 4   | 5   | 6   | 7   | 8   | 9      | 10  | 11    | 12  | 13      | 14  | 15  | 16  | Punkte | Pos. |
| ------ | --------------------- | -------------------------- | --- | --- | --- | --- | --- | --- | --- | --- | ------ | --- | ----- | --- | ------- | --- | --- | --- | ------ | ---- |
| 2007   | Pierre Campana        | Citroën C2 R2              | MON | SWE | NOR | MEX | POR | ARG | ITA | GRE | FIN    | GER | NZL   | ESP | FRA DNF | JPN | IRE | GBR | 0      | –    |
| 2008   | Pierre Campana        | Renault Clio R3            | MON | SWE | MEX | ARG | JOR | ITA | GRE | TUR | FIN    | GER | NZL   | ESP | FRA 21  | JPN | GBR |     | 0      | –    |
| 2011   | Equipe de France FFSA | Mini John Cooper Works WRC | SWE | MEX | POR | JOR | ITA | ARG | GRE | FIN | GER 18 | AUS | FRA 9 | ESP | GBR     |     |     |     | 2      | 27   |

### IRC-Ergebnisse
| Saison | Team            | Fahrzeug          | 1      | 2   | 3     | 4   | 5   | 6      | 7   | 8   | 9       | 10  | 11  | 12  | Punkte | Pos. |
| ------ | --------------- | ----------------- | ------ | --- | ----- | --- | --- | ------ | --- | --- | ------- | --- | --- | --- | ------ | ---- |
| 2010   | Pierre Campana  | Renault Clio R3   | MON 12 | CUR | ARG   | CAN | SAR | YPR 12 | AZO | MAD | ZLI DNF | SAN | SCO | CYP | 0      | –    |
| 2011   | Pierre Campana  | Renault Clio R3   | MON 14 | CAN |       |     |     |        |     |     |         |     |     |     | 16     | 12   |
| 2011   | Munaretto Sport | Peugeot 207 S2000 |        |     | COR 4 | YAL | YPR | AZO    | ZLI | MEC | SAN 8   | SCO | CYP |     | 16     | 12   |